# Praga-Północ
Praga-Północ (literalmente «Praga-Norte») es un dzielnica (distrito) de Varsovia. Es el undécimo distrito con más habitantes de Varsovia y uno de los más densamente poblados. El distrito está situado en la ribera oriental del río Vístula. Es parte de una gran región de Praga que abarca desde el distrito de Praga-Południe hasta Praga-Północ.

## Historia
Los distritos de Praga-Północ y de Praga-Południe han estado unidos desde el siglo XVIII formando el distrito de Praga, uno de los primeros distritos de Varsovia. En el año 1945, el distrito se dividió, creando los nuevos distritos. En Praga Północ está el antiguo ayuntamiento de Praga, una de las iglesias más importantes de Praga y la mayor parte de los edificios residenciales. El 10 de febrero de 1648, el rey Vladislao IV Vasa intentó unir Praga a Varsovia, que por aquel entonces era una ciudad separada, aunque en 1791, se incorporó oficialmente a la capital.
En 1994, la Ley de Varsovia, decidió crear 8 distritos y 11 (más tarde 10) municipios dentro de la capital polaca. Este hecho destalló mucha polémica ya que, para manejar mejor la localidad, decidieron dividir la ciudad en dos partes: la "Gmina Warszawa-Centrum" (centro de Varsovia) y en "Gmina Wesoła" (afueras de Varsovia). En 2002, una nueva ley sobre el sistema de la ciudad de Varsovia, fusionó los 10 municipios y los 8 distritos para crear 18 nuevos distritos.